# Río Grande de Añasco
Río Grande de Añasco  (también simplemente Río Añasco) es un río en el oeste del estado libre asociado de Puerto Rico. Su origen está en la cordillera Central al oeste de la localidad de Adjuntas. El río fluye por unas 40 millas (64 kilómetros) hacia el oeste hasta su desembocadura en el canal de la Mona, a 4 millas (6,4 km) al norte de la ciudad de Mayagüez.